# Битва под Немировом
Битва под Немировом (польск. Bitwa pod Niemirowem) — сражение 7—8 октября 1672 года между польской армией и отрядами крымских татар во время польско-турецкой войны 1672—1676.

## Ход битвы
Сразу после окончания битвы под Краснобродом войска гетмана Собеского стали лагерем в Нароле. Через несколько часов отдыха гетман поднял войско и, преследуя татарские летучие отряды, 7 октября двинулся в направлении Цешанува и Любачува, ориентируясь на дым горящей деревни.
Авангард поляков из одной эскадрильи (60 солдат) под командованием лейтенанта Линковича разгромил один торгак (небольшой татарский отряд). Захваченные пленные свидетельствовали о том, что основные татарские силы под командованием Джамбет Гирея расположились к северу от Немирова. Собеский решил застать их врасплох.
На пути к Любачуву гетман послал два эскадрона (около 110 солдат) впереди основной армии, чтобы обойти Любачув, рассеять все татарские войска, с которыми они столкнутся, и достичь Немирова. С подходом основной армии к Немирову, под покровом леса, лейтенант Линкевич во главе 300 солдат ударил по татарам со стороны города, в то время как на окраине города польский отряд Ластовецкого проводил притворное отступление. Следом ударили основные силы Собеского. Столкновение было коротким и быстро перешло в преследование бежавших татар. В преследования приняли участие также и польские разъезды, ранее посланные в Любачув.
Польские войска одержали легкую победу над гораздо более многочисленными татарами. Были возвращены несколько тысяч пленников, а лидер татар Джамбет Гирей смог бежать с поля боя лишь с нескольким десятком всадников.